# Vjatjeslav Ivanenko
Vjatjeslav Ivanovitj Ivanenko (ryska: Вячеслав Иванович Иваненко), född den 3 mars 1961 i Kemerovo i dåvarande Sovjetunionen (nu Ryssland), är en tidigare sovjetisk friidrottare inom gång.
Han tog OS-guld på 50 kilometer gång vid friidrottstävlingarna 1988 i Seoul. 